# Магістральні гірничі виробки

Магістральні гірничі виробки

Магістра́льні гірни́чі ви́робки (рос. магистральные горные выработки, англ. main workings, main roadways, mother entries, нім. Hauptgrubenbaue m pl, Hauptförderwege m pl, Hauptförderstrecken f pl) — гірничі виробки для розкриття чи підготовки родовища значної довжини (від кількох сотень метрів до кількох кілометрів), що використовуються для підземного транспорту та вентиляції протягом усього періоду розробки горизонту, шахтного поля чи родовища або його частини.
До Магістральні гірничі виробки відносять деякі капітальні гірничі виробки, розкривні квершлаґи, гол. штреки на пластах, що розкриваються, і ін., а також осн. підготовчі виробки — штреки гол. напрямів і гол. штреки блокових шахт (Донецький і ін. вугільні басейни).